# 光森徳治

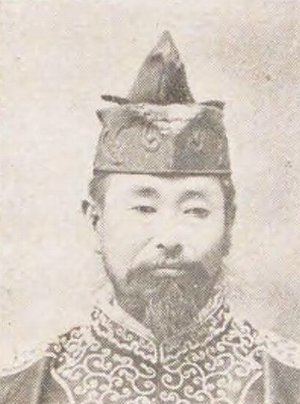
光森徳治

光森 徳治（みつもり とくじ、安政3年8月23日（1856年9月21日） - 昭和8年（1933年）3月20日）は、衆議院議員（立憲政友会）、弁護士。

## 経歴
土佐国土佐郡潮江村（現在の高知県高知市）に光森儀内の長男として生まれる。司法省法学校に学んで弁護士となり、高知市に事務所を開いた。1891年（明治24年）、高知市会議員に選ばれ、後に副議長を務めた。
1912年（明治45年）、第11回衆議院議員総選挙に出馬し、当選を果たした。